# Борхас, Рене
Рене Борхас, известный по прозвищу «Тито» (исп. René «Tito» Borjas; 23 декабря 1897, Монтевидео — 16 декабря 1931, Монтевидео) — уругвайский футболист, игравший на позиции нападающего.

## Биография

### Клубная карьера
Борхас дебютировал в уругвайском футболе в составе уже не существующего клуба «Уругвай Онуард». В 1919 году этот клуб пробился в Примеру Уругвая, где и дебютировал в 1920 году. В начале 1920-х годов это был коллектив, который в основном занимал места во второй половине турнирной таблицы, однако за выживание боролся только в 1921 году. Затем в 1923 году Борхас перешёл в «Монтевидео Уондерерс» во время раскола уругвайского чемпионата.
«Богемиос» участвовали как в официальном чемпионате под эгидой Ассоциации футбола Уругвая с обычным названием «Монтевидео Уондерерс», так и на чемпионате Федерации футбола Уругвая, где выступали под названием «Атлетико Уондерерс». Борхас вместе с командой стал чемпионом в первый из двух сезонов в лиге FUF (она не была признана AUF после своего распада).
В 1923—1924 годах Рене Борхас выступал за сборную Федерации футбола Уругвая. Он провёл 5 из 10 матчей той сборной, в которых забил 2 мяча в ворота Аргентины (в 9 матчах соперником были аргентинцы, и только в одном — сборная Чили). В первом случае его гол вдохновил уругвайцев на спасение матча (при счёте 0:2 Борхас сократил отставание), во втором — уравнивающим голом сделал первый шаг к победе над Аргентиной.
В 1924 году «Атлетико Уондерерс» выиграли Кубок Альдао (турнир ежегодно разыгрывался между победителями чемпионата Уругвая и Аргентины), обыграв аргентинский «Индепендьенте», решающий гол забил Борхас.
В 1925 году после распада FUF «Атлетико Уондерерс» были распущены, а Борхас вернулся в ряды «Монтевидео Уондерерс», где он на некоторое время стал капитаном.
В период с июня по июль 1931 года Борхас был постоянным капитаном «Уондерерс», за это время он выиграл третий национальный титул, участвовал в турнире с командой на стадионе «Сентенарио» в Монтевидео, в котором «Уондерерс» сыграли с двумя венгерскими командами: «Уйпешт» и «Ференцварош». 28 июня уругвайцы победили «Уйпешт» с минимальным счётом, Борхас забил единственный гол, а затем 14 июля обыграли «Ференцварош» со счётом 5:2, также не без помощи Борхаса.
Во второй игре Борхас почувствовал боль в груди. После матча была проведена необходимая медицинская диагностика, врач порекомендовал капитану «Уондерерс» длительный покой.
В декабре Борхас всё ещё был вне игры, а «Уондерерс» были в одном шаге от титула. Решающий матч был сыгран 19 декабря на выезде против «Дефенсор Спортинг», и Борхас, несмотря на запрет медиков покидать свой дом, отправился на стадион, чтобы смотреть матч с трибун. Во время игры, после того, как «Уондерерс» открыли счёт, Борхас умер от сердечного приступа. Попытки спасти его были бесполезны, и товарищи по команде ходатайствовали о приостановлении игры. Несмотря на смерть Борхаса, матч не был прерван, потому что в то же время свой матч играл «Насьональ», соперник «Уондерерс» в борьбе за титул. «Уондерерс» выиграли свой матч, и стали чемпионами.

### Карьера в сборной

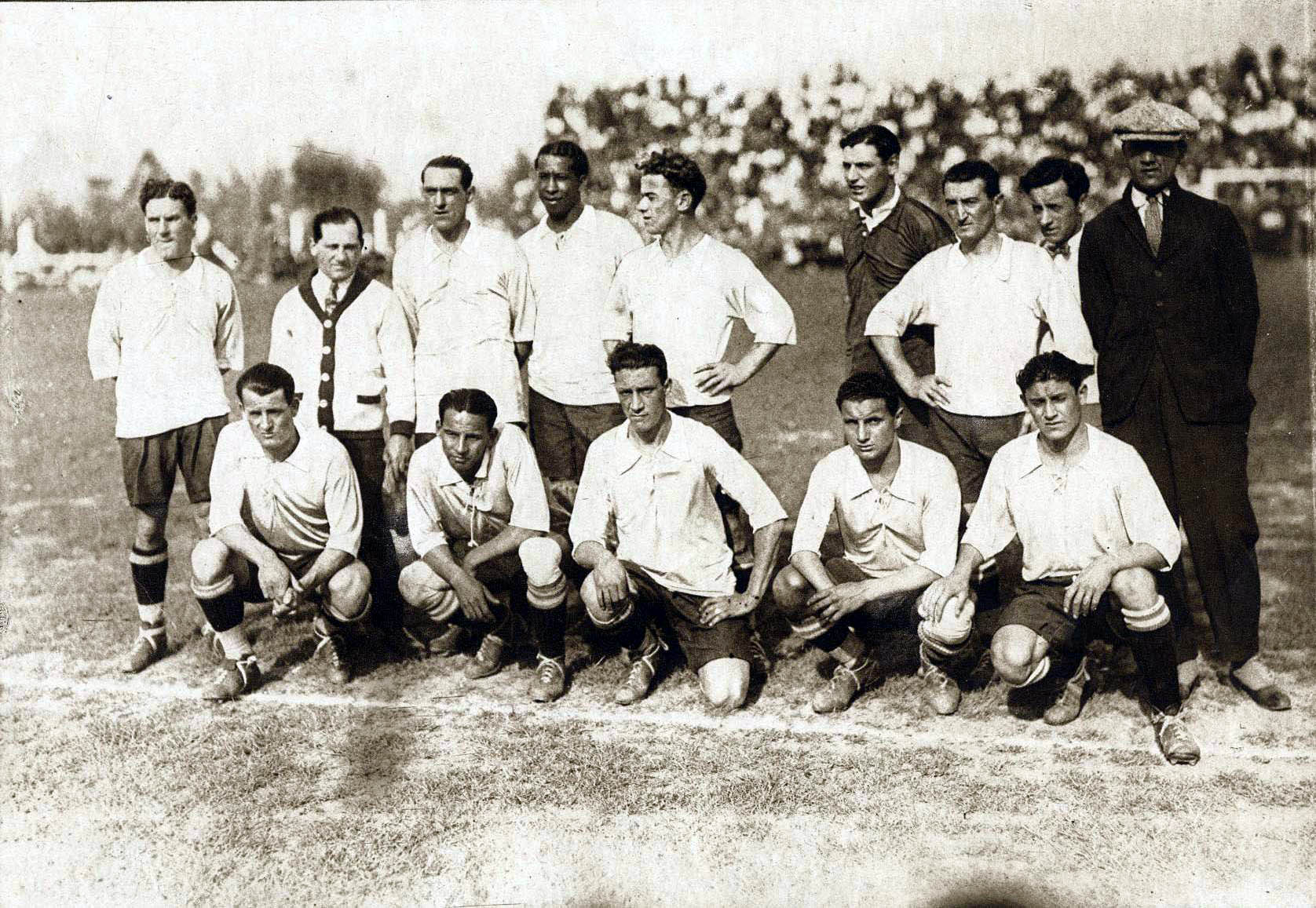
Сборная Уругвая — лучшая команда Южной Америки 1926 года (Борхас сидит третьим)

В 1926 году он был одним из лучших игроков в составе уругвайской сборной на южноамериканском чемпионате в Чили. Борхас дважды открывал счёт своей команды в самых важных играх турнира: против Чили (3:1) и Аргентины (2:0). Фактически эти две победы обеспечили титул. В двух следующих матчах, уже без Борхаса в основе, уругвайцы разгромили Боливию (6:0) и Парагвай (6:1), благодаря чему стали чемпионами.
В 1928 году Борхас вместе со сборной участвовал в Олимпийских играх в Амстердаме. В дебютном матче против Голландии (в котором соперники играли с ним весьма жёстко) он отдал две результативные передачи. Итогом стала победа со счётом 2:0. После этого Борхас лечился почти весь турнир. В финале уругвайцы и аргентинцы сыграли вничью. К переигровке Борхас уже успел восстановиться и вновь отметился двумя голевыми передачами. Уругвай выиграл со счётом 2:1 и во второй раз стал Олимпийским чемпионом.

## Титулы
- Чемпион Уругвая (2): 1923 (ФУФ), 1931 (посмертно)
- Чемпион Южной Америки: 1926
- Олимпийский чемпион: 1928